# Letassi
El Tuc de Letassi es una montaña de 2177 metros situada en la comarca del Valle de Arán (provincia de Lérida).

## Descripción

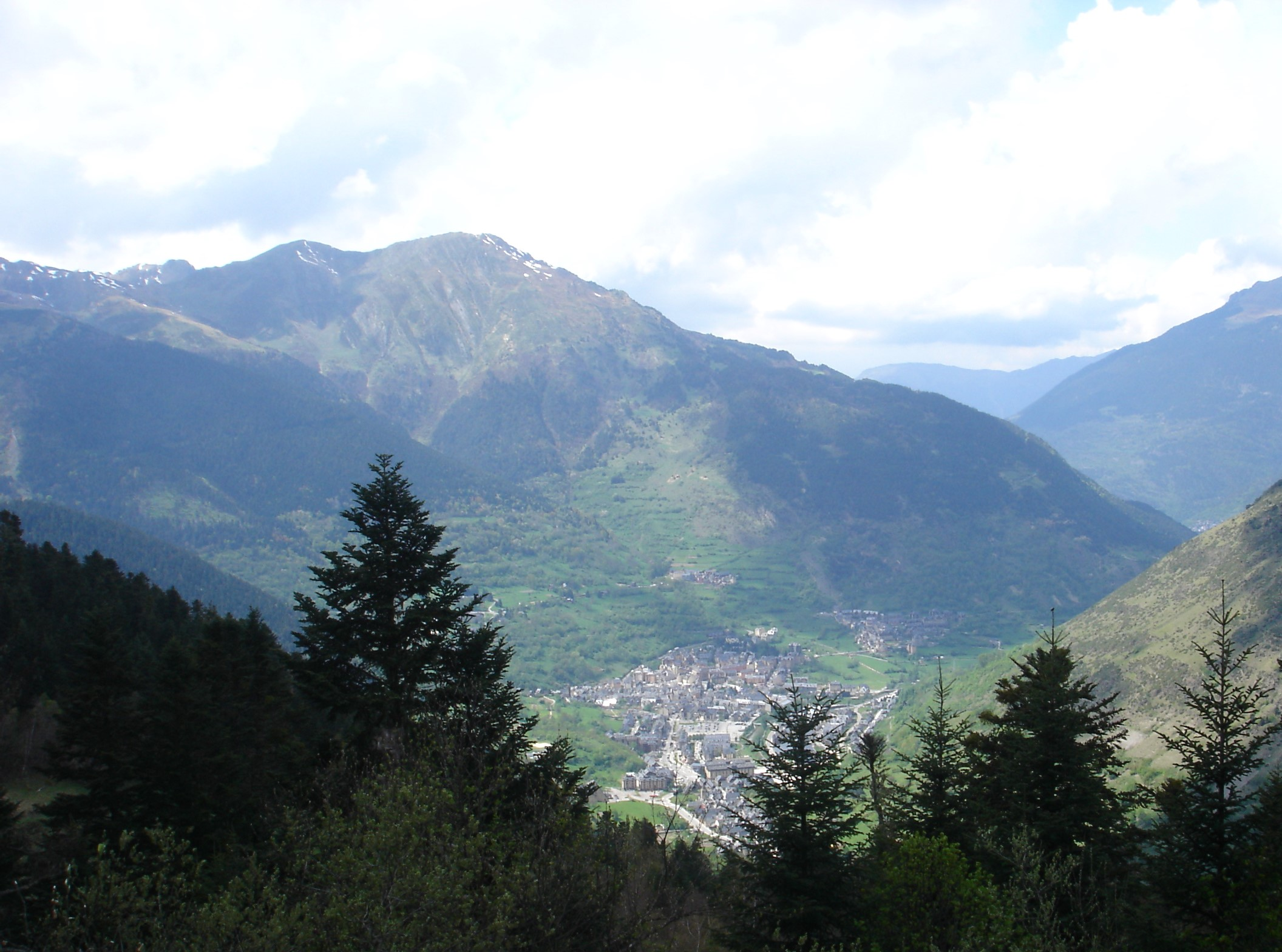
Vista del Tuc de Letassi y Montcorbison con las poblaciones de Viella, Casau y Gausac a sus pies

El Tuc de Letassi está situado cerca del Pico de Montcorbison en el centro del Valle de Arán, tiene a sus pies la capital Viella y Medio Arán y es visible desde gran parte del Miei Arán y el Alto Arán.
Cerca de la cima se encuentra la capilla de Eth Santet donde se realiza la romería de la población de Casau, a Eth Santet se accede a través de una pista forestal de 13 km que sale de la población de Casau.
Desde la cima del Tuc de Letassi se puede disfrutar de una excelente panorámica del Valle de Arán y de las grandes cimas del Pirineo, como son el Aneto o la Maladeta.